# 駒形観音堂
駒形観音堂（こまがたかんのんどう）は、千葉県千葉市稲毛区にある浄土宗の仏堂。山号は仏母山。本尊は馬頭観音。

## 由緒
言い伝えによれば、1703年（元禄16年）野田源内の開基、下総国生実大巌寺然誉沢春の開山により創建されたという。

## 文化財
- 千葉市指定有形文化財
  - 長沼の駒形大仏

観音堂の境内にあり、像高2.36mの阿弥陀如来で背後に寄進者の名が刻まれている。

## 所在地
- 千葉県千葉市稲毛区長沼町